# تصادفی
تصادفی، کاتوره‌ای یا استوکاستیک (به انگلیسی: Stochastic) به سیستم‌هایی گفته می‌شود که رفتارشان قابل پیش‌بینی نیست. به معنای واضح‌تر می‌توان گفت قوانین یا پارامترهایی در مسئلهٔ مورد بررسی ما نقش دارند که گاهی به دلیل پیچیدگی‌های فراوان و گاهی به دلیل عدم دانش کافی، قادر به بررسی آن‌ها نیستیم.
به عنوان مثال برای فهم بهتر مطلب، پرتاب یک تاس را در نظر بگیرید: هیچ‌گاه شما نمی‌توانید قبل از پرتاب تاس، از عدد تاس رو شده مطمئن باشید؛ مثلاً بگویید: عدد رو شده ۵ خواهد بود. چون عوامل متعدّدی بر روی تاس اثر می‌گذارند. مانند: مقدار نیروی وارد بر تاس، سرعت پرتاب تاس، مقاومت و اصطکاک هوا، نحوهٔ چرخش تاس و بسیاری از عوامل دیگر، که فهمیدن و محاسبهٔ آن‌ها نیازمند فیزیک بسیار پیچیده‌ای است. از این رو چون نمی‌توانیم با قطعیّت بگوییم که عدد رو شده چند است، می‌گوییم: مقدار عدد رو شده در پرتاب تاس کاتوره‌ای است. امّا اگر روزی دستگاهی ساخته شود که همهٔ محاسبات لازم را انجام دهد و عدد رو شده را به ما بدهد، آن‌گاه می‌گوییم عدد رو شده در پرتاب تاس کاتوره‌ای نیست.

## چند مثال
چند مورد از پدیده‌های کاتوره ای در علوم مختلف:
- فیزیک-شیمی[۳]
- اقتصاد: یک معادله دیفرانسیل جزئی کاتوره ای برای قیمت گذاری اوراق بهادار تحت پوشش وام مسکن[۴]
- روان‌شناسی: خوشحالی یک پدیدهٔ کاتوره‌ای است[۵]

## آزمایش‌های کاتوره‌ای
آزمایشی که تحت شرایط یکسان بتوان آن را تکرار کرد و نتیجهٔ آن قبل از انجام آزمایش معیّن نباشد را یک آزمایش کاتوره‌ای می‌نامیم.
مثال: پرتاب تاس، دمای بدن در حالت بیماری و …

## متغیّر کاتوره‌ای
از آنجا که پیشامدها، زیر مجموعه‌ای از فضای پیشامد در نظر گرفته می‌شوند، برای محاسبهٔ احتمال آن‌ها باید با محاسبات روی مجموعه‌ها سروکار داشته باشیم، که البته کار ساده‌ای نیست. در عوض می‌توان به کمک تعریف متغیّر کاتوره‌ای، احتمال بسیاری از پیشامدها را بر اساس الگوهای احتمالی قابل دسترس، محاسبه کرد زیرا بسیاری از پدیده‌های کاتوره‌ای دارای الگوهای مشخّصی هستند.
به عنوان مثال پرتاب سکّه را در نظر بگیرید: ۲ حالت وجود دارد، یا سکّه شیر بیاید یا خط. حال از تعریف بالا استفاده و متغیّر کاتوره‌ای X را به صورت زیر تعریف می‌کنیم:
{\displaystyle X={\begin{cases}0\qquad Tail\\1\qquad Head\\\end{cases}}}
همان‌طور که مشاهده می‌کنید به هر کدام از رویدادهای کاتوره‌ای (شیر یا خط آمدن)، یک مقدار نسبت دادیم و متغیّر کاتوره ای X را تعریف کردیم.
به بیان ریاضی متغیّر کاتوره‌ای را تابعی از فضای نمونه‌ای به اعداد حقیقی در نظر می‌گیریم:
{\displaystyle f:\{S\longrightarrow R\}}
نکتهٔ بسیار مهم این است که توجّه داشته باشیم، متغیّر کاتوره‌ای را که معمولاً با «حرف بزرگ» نشان می‌دهند با متغیّر جبری که معمولاً با «حرف کوچک» نشان داده می‌شود، اشتباه نگیریم.
متغیّر کاتوره‌ای مجموعه‌ای از مقادیر است که هر کدام از مقادیرش را می‌تواند اختیار کند و انتخاب شدنشان بستگی به احتمال وقوع آن‌ها دارد.
{\displaystyle X=\{1,5,9,3\}\quad \longrightarrow Random\,Variable}
{\displaystyle x=4\longrightarrow Algebra\,Variable\,}

### انواع متغیّر کاتوره‌ای
1. پیوسته: زمانی که دوست شما در قرار بین ساعت ۱ و ساعت ۲ حاضر شود.                               {\displaystyle 1<X<2}
2. گسسته: تعداد پلّه‌های راه‌پلّهٔ خانهٔ شما.                                                                     {\displaystyle X=100}

### احتمال وقوع یک متغیّر کاتوره‌ای
تعریف دقیق ریاضی آن به صورت زیر بیان می‌شود:
تابعی از فضای نمونه به بازهٔ [۰٬۱] اعداد حقیقی که در اصول سه‌گانهٔ زیر صدق کنند:
1. احتمال رویداد حتمی، یک است.
2. احتمال هر رویداد، نامنفی است.
3. احتمال رویدادهای ناسازگار برابر مجموع احتمال تک‌تک آن‌هاست.